# Campionati mondiali di sollevamento pesi 2023 - 55 kg maschile
Le gare di sollevamento pesi della categoria fino a 55 kg maschile — pesi mosca — dei campionati mondiali del 2023 si sono svolte il 4 e il 5 settembre 2023 a Riad presso la Green Hall del Prince Faisal bin Fahad Olympic Complex.

## Programma
L'orario indicato corrisponde a quello saudita (UTC+03:00)
| Data             | Orario | Evento   |
| ---------------- | ------ | -------- |
| 4 settembre 2023 | 16:30  | Gruppo B |
| 5 settembre 2023 | 19:00  | Gruppo A |

## Medagliati
Per ciascun esercizio, i primi tre classificati sono i seguenti:
| Esercizio | Oro           | Oro    | Argento      | Argento | Bronzo              | Bronzo |
| --------- | ------------- | ------ | ------------ | ------- | ------------------- | ------ |
| Strappo   | Lại Gia Thành | 123 kg | Ngô Sơn Đỉnh | 117 kg  | Thada Somboon-uan   | 116 kg |
| Slancio   | Lại Gia Thành | 146 kg | Ngô Sơn Đỉnh | 144 kg  | Natthawat Chomchuen | 143 kg |
| Totale    | Lại Gia Thành | 269 kg | Ngô Sơn Đỉnh | 261 kg  | Natthawat Chomchuen | 259 kg |

## Record
Prima di questa competizione, i record mondiali esistenti erano i seguenti:
| Record mondiale | Strappo | Mondiale standard | 135 kg | —                   | 1º novembre 2018  |
| Record mondiale | Slancio | Om Yun-chol       | 166 kg | Pattaya, Thailandia | 18 settembre 2019 |
| Record mondiale | Totale  | Om Yun-chol       | 294 kg | Pattaya, Thailandia | 18 settembre 2019 |

## Risultati
| Pos. | Atleta                               | Gr. | Peso atleta | Strappo (kg) | Strappo (kg) | Strappo (kg) | Strappo (kg) | Slancio (kg) | Slancio (kg) | Slancio (kg) | Slancio (kg) | Totale   |
| Pos. | Atleta                               | Gr. | Peso atleta | 1            | 2            | 3            | Pos.         | 1            | 2            | 3            | Pos.         | Totale   |
| ---- | ------------------------------------ | --- | ----------- | ------------ | ------------ | ------------ | ------------ | ------------ | ------------ | ------------ | ------------ | -------- |
|      | Lại Gia Thành (VIE)                  | A   | 55.00       | 119          | 123          | 123          |              | 142          | 145          | 146          |              | 269      |
|      | Ngô Sơn Đỉnh (VIE)                   | A   | 54.93       | 115          | 117          | 120          |              | 140          | 144          | 144          |              | 261      |
|      | Natthawat Chomchuen (THA)            | A   | 54.82       | 113          | 116          | 116          | 5            | 143          | 146          | 147          |              | 259      |
| 4    | Mansour Al-Saleem (KSA)              | A   | 54.77       | 114          | 116          | 118          | 4            | 140          | 143          | 147          | 4            | 259      |
| 5    | Thada Somboon-uan (THA)              | A   | 55.00       | 112          | 116          | 118          |              | 130          | 136          | 142          | 5            | 252      |
| 6    | Satrio Adi Nugroho (INA)             | A   | 54.98       | 107          | 112          | 115          | 6            | 135          | 141          | 141          | 6            | 250      |
| 7    | Ramini Shamilishvili (GEO)           | A   | 54.88       | 112          | 112          | 112          | 7            | 131          | 137          | 137          | 11           | 243      |
| 8    | Jean Ramiarimanana (MAD)             | B   | 54.76       | 100          | 108          | 110          | 8            | 130          | 138          | 138          | 12           | 240      |
| 9    | Miguel Suarez (COL)                  | A   | 55.00       | 102          | 106          | 108          | 11           | 133          | 140          | 141          | 9            | 239      |
| 10   | Ali Ahmed Abd Ali Albacha Chee (IRQ) | B   | 54.92       | 104          | 107          | 110          | 9            | 130          | 130          | 135          | 13           | 237      |
| 11   | Juan Barco (MEX)                     | B   | 55.00       | 98           | 101          | 103          | 14           | 130          | 134          | 137          | 7            | 237      |
| 12   | Ösökhbayaryn Chagnaadorj (MGL)       | B   | 55.00       | 103          | 103          | 109          | 13           | 128          | 133          | 137          | 8            | 236      |
| 13   | Yernaz Alpyssov (KAZ)                | B   | 55.00       | 102          | 106          | 109          | 10           | 127          | 127          | 132          | 15           | 233      |
| 14   | José Poox (MEX)                      | B   | 54.91       | 100          | 100          | 103          | 16           | 128          | 132          | 134          | 10           | 232      |
| 15   | Deniz Danev (BGR)                    | B   | 54.93       | 101          | 105          | 105          | 15           | 130          | 130          | 130          | 14           | 231      |
| 16   | Marian-Cristian Luca (ROU)           | B   | 55.00       | 100          | 105          | 110          | 12           | 125          | 125          | 131          | 16           | 230      |
| 17   | Amjad Ghanem (KSA)                   | B   | 54.80       | 93           | 98           | 98           | 17           | 115          | 122          | 127          | 17           | 220      |
| —    | Josué Brachi (ESP)                   | A   | 54.76       | 113          | 113          | 114          | —            | —            | —            | —            | —            | —        |
| —    | Anbar Basel (YEM)                    | B   | ritirato    | ritirato     | ritirato     | ritirato     | ritirato     | ritirato     | ritirato     | ritirato     | ritirato     | ritirato |